# Зніт дрібноцвітий
Зніт дрібноцвітий, зніт дрібноквітковий (Epilobium parviflorum) — вид трав'янистих рослин родини онагрові (Onagraceae), поширений на заході Північної Африки, у Європі й Азії.

## Опис
Багаторічна рослина 20–100 см. Листки супротивні, іноді до 3 в кільцях, 5–11(13) см завдовжки, 0.5–3 см шириною, по краю з віддаленими дрібними зубчиками, нижні листки коротко-черешкові. Квітки дрібні, їх пелюстки 5-8 мм довжиною, блідо-рожеві. Плоди 3–7 см, запушені або рідше майже оголені. Насіння темно-коричневе, 0.8–1.1 мм. 2n = 36.

## Поширення
Поширений на заході Північної Африки, у Європі й Азії.
В Україні вид зростає на вологих і болотистих місцях по берегах річок, струмків, ставків і канав — переважно в лісових районах Лісостепу (в лісах Карпат і Криму — тільки у знижених місцях); у Степу та південному Криму рідше.

## Галерея

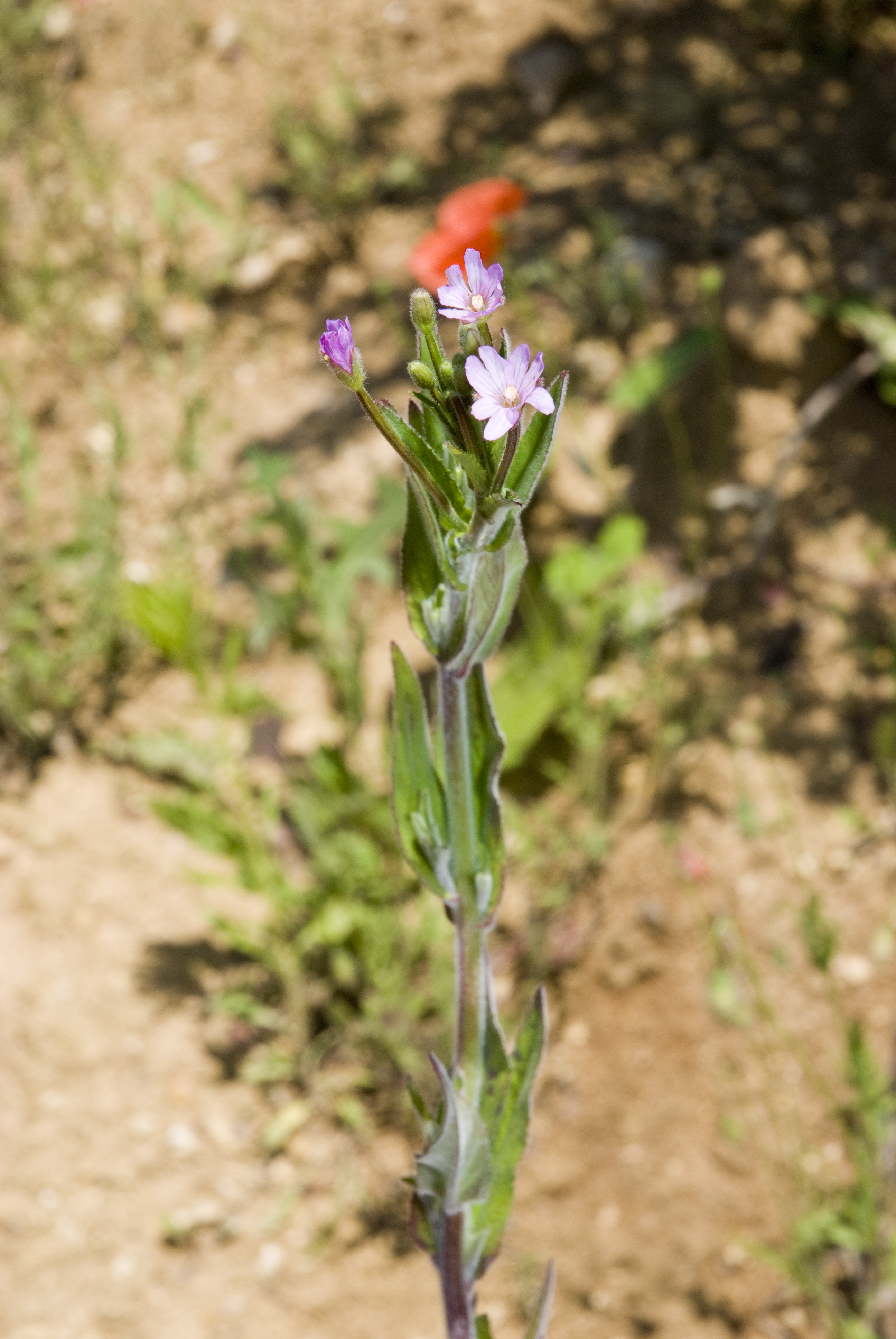
рослина
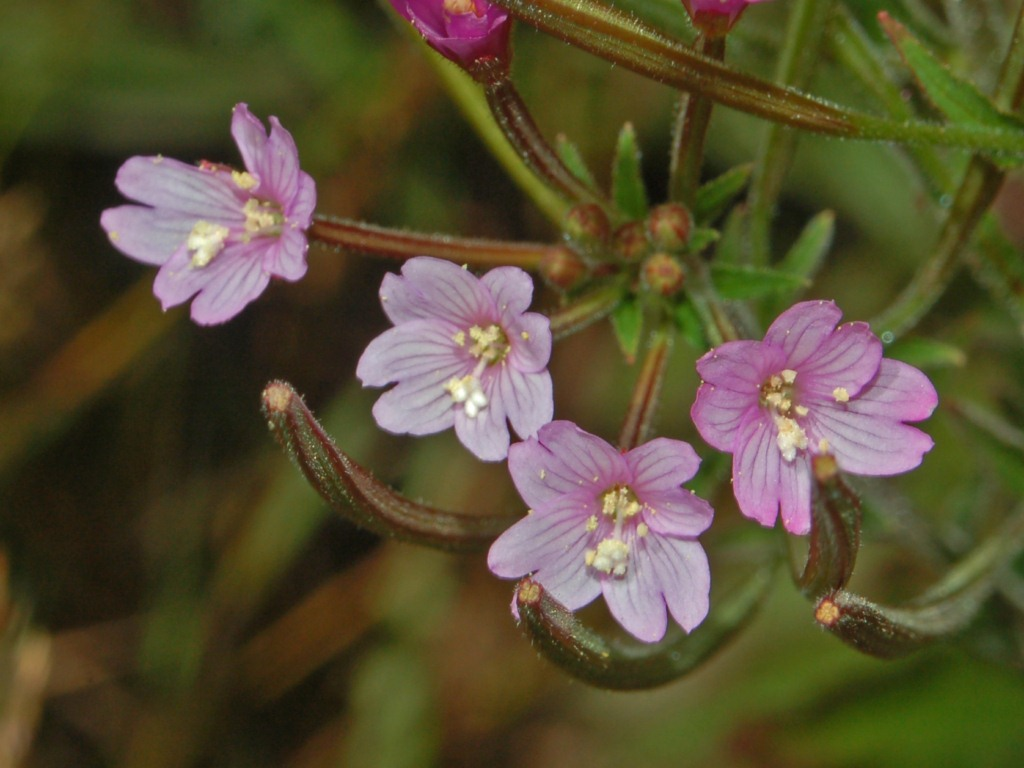
квіти
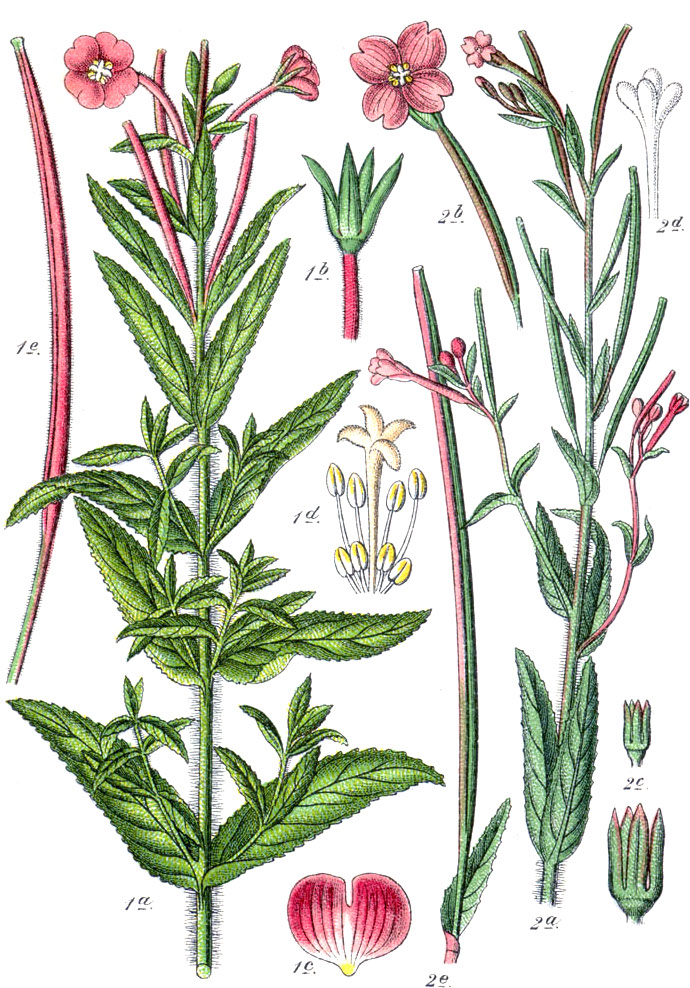
ілюстрація